# Röttbach
Röttbach ist ein Gemeindeteil des Marktes Kreuzwertheim im unterfränkischen Landkreis Main-Spessart in Bayern.

## Geographie

### Lage
Röttbach liegt auf 307 m ü. NHN an der Kreisstraße MSP 32 zwischen Michelrieth und Kreuzwertheim. Durch Röttbach führt der Fränkische Marienweg. Der topographisch höchste Punkt des Ortsteils befindet sich auf 352 m ü. NHN (Lage) beim Pfadsberg, der niedrigste liegt am Röttbach auf 251 m ü. NHN (Lage).

### Nachbargemarkungen
Nachbargemarkungen sind im Norden beginnend Michelrieth, Oberwittbach, Unterwittbach, Wiebelbach, Hasloch und Schollbrunn.

### Gewässer
Im Ort entspringt der Röttbach, der durch den Klingengrund fließt und in den Main mündet.

## Geschichte
Röttbach ist wohl eine hochmittelalterliche Siedlung. Sie wurde 1305 erstmals erwähnt. 1814 kam Röttbach zum Königreich Bayern.
Im Jahre 1862 wurde das Bezirksamt Marktheidenfeld gebildet, auf dessen Verwaltungsgebiet Röttbach lag. 1939 wurde wie überall im Deutschen Reich die Bezeichnung Landkreis eingeführt. Röttbach war nun eine der 47 Gemeinden im Landkreis Marktheidenfeld (Kfz-Kennzeichen MAR). Mit Auflösung des Landkreises Marktheidenfeld im Jahre 1972 kam Röttbach in den neu gebildeten Landkreis Main-Spessart (Kfz-Kennzeichen KAR, ab 1979 MSP).
Am 1. Mai 1978 wurde die Gemeinde Röttbach nach Kreuzwertheim eingemeindet. Röttbach hatte am 31. Dezember 2022 eine Einwohnerzahl von 645.

## Wappen
Blasonierung: „Schräglinks geteilt von Rot und Silber; oben ein sechsspeichiges silbernes Rad, unten ein schräglinks gestellter blauer Schlüssel.“
Beschreibung: Das Wappen stellt die geschichtliche Entwicklung der ehemaligen Gemeinde sinnbildlich dar. Die Zugehörigkeit zu Mainz wird durch das Mainzer Rad beschrieben. Die Rechte von Röttbach waren lange Zeit in Händen des Chorherrenstiftes Triefenstein, dessen Wappenfigur der Schlüssel war.